# Guave
De guave (Psidium guajava) is een plant uit de mirtefamilie.

## Omschrijving
Het is een diepvertakte, groenblijvende struik of tot 10 m hoge boom met uitgespreide takken, een tot 25 cm brede stam en een roodbruine, schilferige schors. De bladeren zijn tegenoverstaand en hebben duidelijke zijnerven en zijn gaafrandig, leerachtig, ovaal, van boven donkergroen en kaal, van onderen bezet met een viltige beharing en 4-15 × 3–7 cm groot. De 2,5–4 cm brede, witte bloemen staan solitair of met twee of drie stuks in de bladoksels, hebben een onderstandig vruchtbeginsel en vier of vijf 1–2 cm lange kroonbladeren. In het midden van de bloem staan circa 250 witte, tot 2 cm lange meeldraden met bleekgele helmknoppen.

## Vrucht
De vrucht is een afgeronde, ovale, appel- of peervormige, 4–12 cm lange en tot 450 g zware bes. Aan het einde van de vrucht blijft de krans van kelkbladeren behouden. De dunne schil is groen tot geelgroen, vaak roze gevlekt, mat glanzend en wasachtig. De vrucht is rijk aan vitamine C, β-caroteen en pectine. Het vruchtvlees is volrijp zacht, sappig, door kleine steencellen korrelig, van kleur wittig, gelig, geelgroen of roze en in het midden vaak rood getint. De smaak is aangenaam zoetzuur aromatisch, op aardbei of peer gelijkend. De vruchten kunnen zaadloos zijn of afhankelijk van het ras honderd tot vijfhonderdvijftig tot 3 mm grote, harde zaden bevatten.

## Herkomst en gebruik
De guave stamt vermoedelijk uit Midden-Amerika en wordt wereldwijd in de tropen en de subtropen gekweekt. De vruchten kunnen uit de hand worden gegeten, tot marmelade, jam, compote worden verwerkt en voor de productie van frisdranken, vruchtensappen, vruchtenwijn en likeur worden gebruikt. De guave is de meest gekweekte soort uit het geslacht Psidium, dat zo'n 150 soorten telt, waarvan er vele eetbare vruchten hebben, maar die als cultuurplant van weinig betekenis zijn. Ook in België en Nederland wordt de guave op de markt gebracht. 

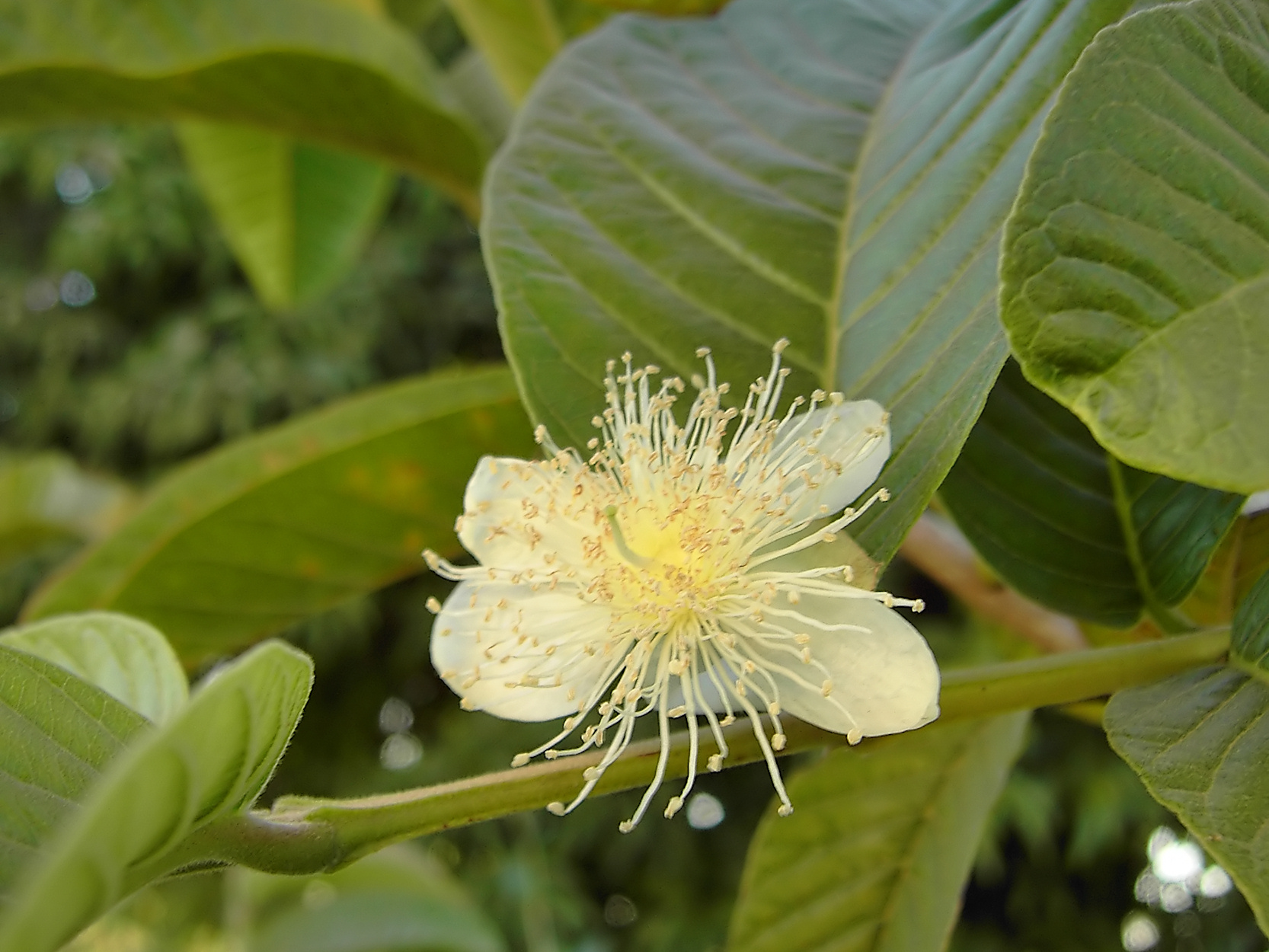
Bloem
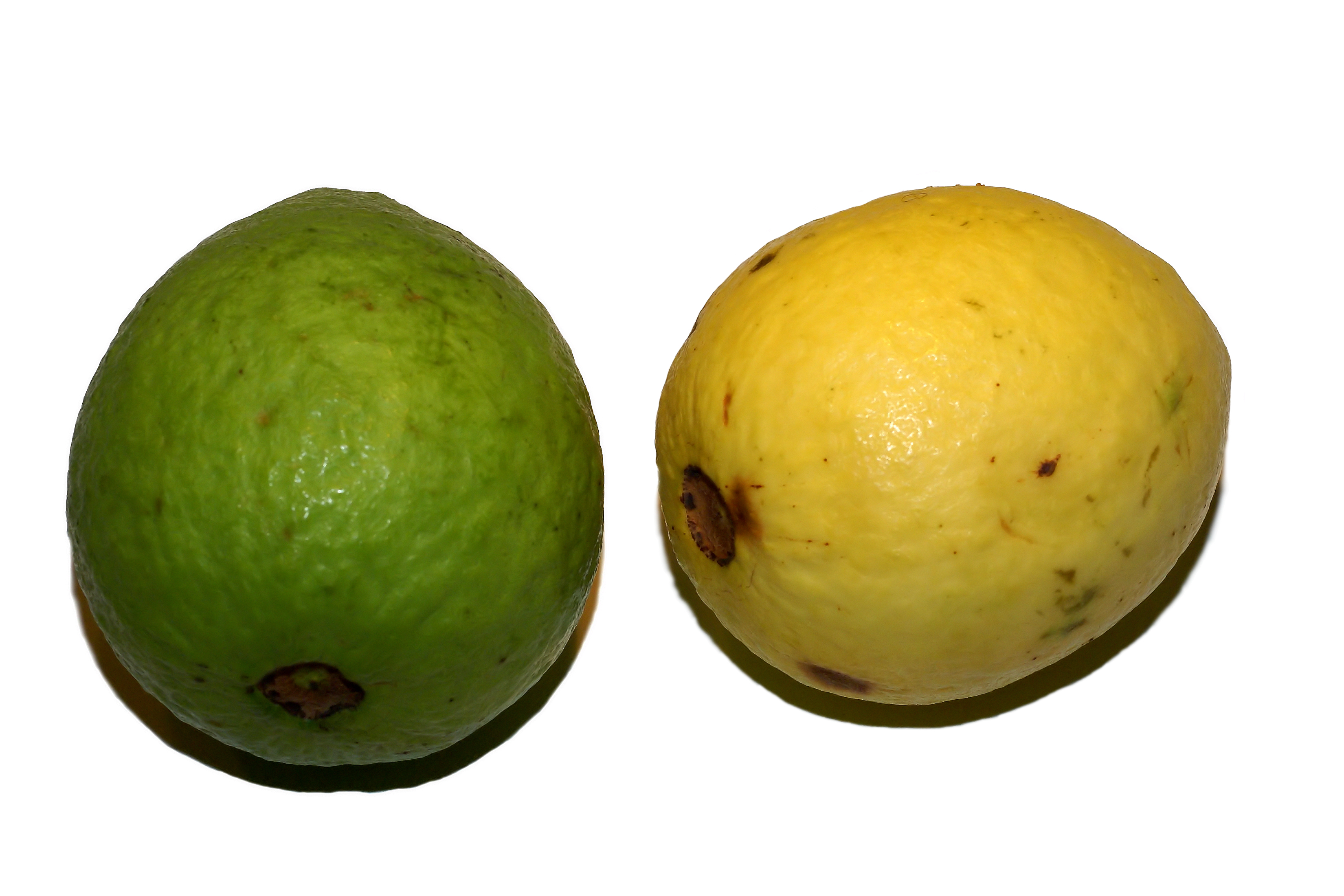
Onrijpe en rijpe vrucht
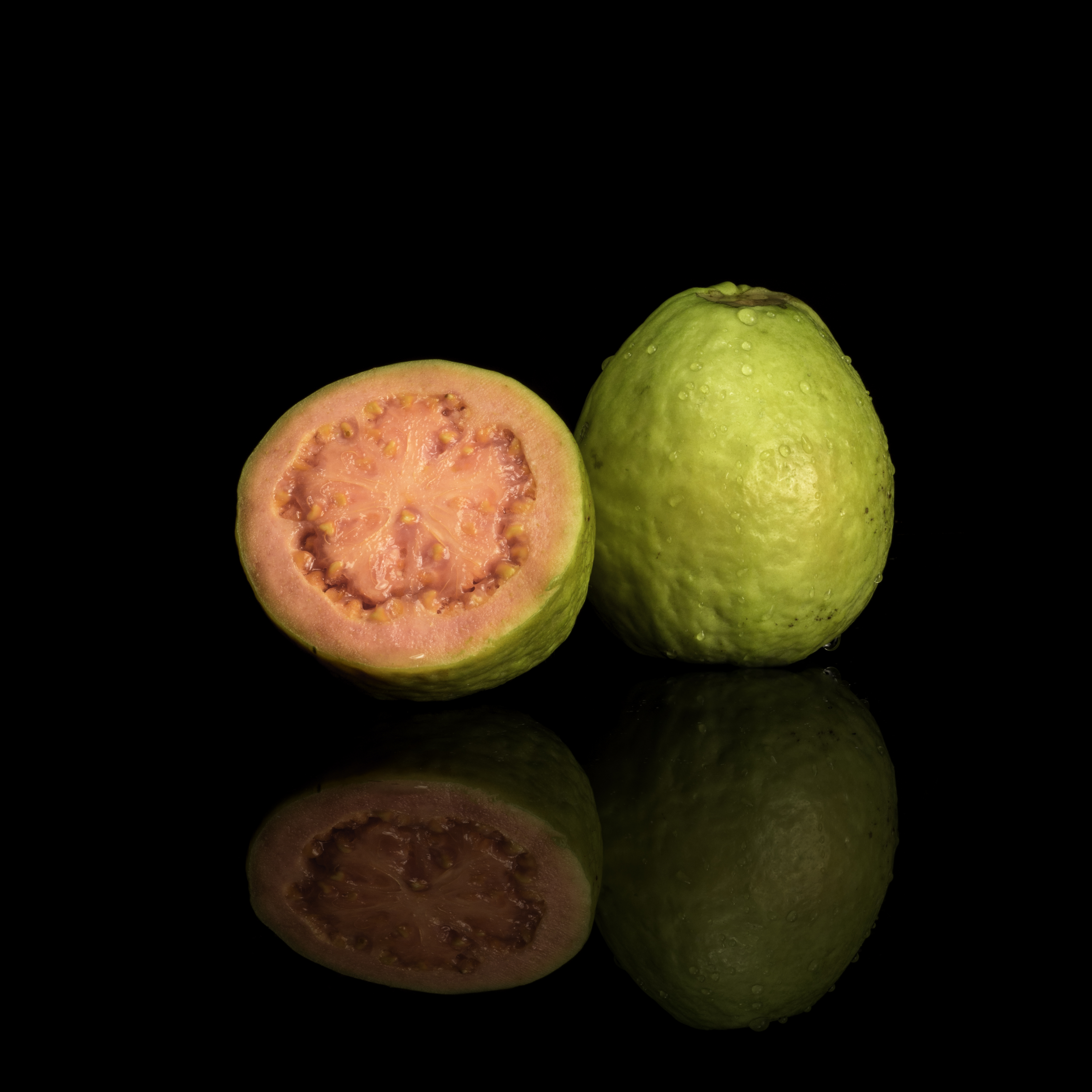
Vrucht en dwarsdoorsnede